# Моголы (народ)
Мого́лы (монг. могол) — монгольский народ, проживающий в Афганистане. Численность народа оценивается в свыше 20 тыс. человек по оценке на конец XX в. Из них в настоящее время на могольском языке говорит 200 человек. Этот язык является архаичным диалектом монгольского языка, испытавшим сильное влияние иранских языков.

## Этноним
Согласно В. В. Бартольду, термин «могол» представлял собой народное название монголов в Средней Азии. В мусульманских рукописях монголы были отмечены как могол или могул.
Имя могол (могул) сохранялось за населением Моголистана (Могулистана).
В настоящее время обычно под моголами подразумевают малый этнос в Афганистане, а также потомков мусульманских завоевателей, вторгшихся в XVI веке в Индию. Как писал Бартольд, «единственные из переселившихся на запад монголов, до сих пор сохранивших свой язык (это племя живёт в Афганистане), также называют себя могол».

## Происхождение
Моголы — потомки монгольских завоевателей Афганистана XIII в., смешавшихся с местным населением и в значительной степени воспринявших его язык и культуру.
Венгерский востоковед Л. Лигети, описавший язык моголов, писал, что «монгольские части, которые в ходе монгольских завоеваний попали в Персию и на окружающую её территорию, вышли из самых различных племён»; «попавшие на запад общие по языку монгольские группы, оторванно от монгольской языковой общности, в постоянном соприкосновении с окружающими тюркскими и иранскими языками, постепенно перешли к обособленной жизни и стали развиваться самостоятельно».
Проблема происхождения моголов и вопрос о времени появления их в Гуре ещё окончательно не решены. Возможно, что в их этногенезе принимала участие так называемая Никудерийская орда, которая появилась в Гуре между концом XIV и началом XVI в. Одни учёные считают, что они пришли сюда с севера. В пользу этой гипотезы говорят события XIII в., когда Бадгисат и Гур подверглись массовому вторжению монгольской армии (Чагатаиды правили в этих местах ещё в XIV в.). Моголы могли попасть в Гур также с юга через афганские районы. Наиболее удобные проходы в Гур расположены на юге по течению рек Гильменд и Фарахруд, а северная сторона закрыта высокими горными хребтами. И до сих пор моголы контактируют, главным образом, с населением, живущим к югу от них.

## Расселение и родовой состав
В нескольких районах Афганистана моголы составляют значительную часть местного населения. В Гуре большинство их живёт в полностью могольских селениях, расположенных в основном к югу от административного центра Гура — Тайвары. Западную часть Гура населяют моголы племенного подразделения бургути, а восточную — представители другой племенной группы моголов — аргуни.
Моголы живут также в Гератской провинции. Это наиболее крупная группа моголов Афганистана. Могольские деревни в Герате в отличие от поселений Гура разбросаны и по периферии оазиса. Моголы живут также в районе Меймене и на территории бывшей Каттаганской провинции.

## Образ жизни и культура
Моголы горных районов сохраняют кочевой образ жизни; моголы, живущие на равнинах, переняли технику обработки земли и ирригации у своих соседей-таджиков. В хозяйстве, материальной и духовной культуре (особенно в фольклоре) прослеживается архаичная монгольская специфика.

## Антропология
Согласно Н. Л. Жуковской, моголы близки к афганцам и белуджам, монголоидные черты в их облике сглажены. По БРЭ, их антропологический тип ближе к европеоидному. Антропологические данные показывают, что среди могольского населения монголоидные черты встречаются редко. Отчётливо видны афганские и белуджские черты.

## Религия
В отличие от хазарейцев-шиитов, моголы являются мусульманами-суннитами. К моменту прихода моголов в Афганистан ислам уже был распространён на завоёванной ими территории и в дальнейшем оказал сильное влияние на народы северного Афганистана и северной Индии.

## Язык
Могольский язык, в котором не обошлось без влияния иранских языков, считался исчезающим уже в 1950-е годы. В настоящее время на нём, по имеющимся данным, говорит ок. 200 человек (представителей старшего поколения) из нескольких тысяч разрозненных монгольских групп в Афганистане — прежде всего в кишлаках Кундур и Карез-и-Мулла под Гератом. Носители могольского языка владеют также персидским; этнические моголы на севере Афганистана говорят на пушту. Язык бесписьменный; используется в семейном кругу и отчасти как тайный язык; имеются образцы его записи арабским письмом, в том числе тексты стихов поэта начала XX в. Абд аль-Кадира, писавшего на могольском языке. Также часть моголов в разной степени владеет дари, пушту, фарси, хинди, урду и арабским языком.
Согласно Л. Лигети, в результате своеобразного развития могольский язык сохранил много характерных для средне-монгольской эпохи свойств. Могольский язык носит по существу те же характерные черты, как и монгольские глоссарии, написанные на арабском и персидском языках в XIII—XV вв.